# Métro Châtelet direction Cassiopée
Métro Châtelet direction Cassiopée est un album de bande dessinée dans la série Valérian, écrite par Pierre Christin et dessinée par Jean-Claude Mézières. Elle constitue le début d'une aventure en 2 albums qui se termine avec Brooklyn station terminus cosmos.

## Résumé
Pendant que Laureline fait des recherches dans la constellation de Cassiopée, Valérian erre en 1980 en compagnie de Monsieur Albert, agent permanent de Galaxity dans le Paris du XXe siècle. Valérian affronte de dangereux monstres, tout en flammes dans le métro de Paris ou aquatiques dans le Marais Poitevin (« cuisine succulente et promenades en barque » comme le précise Monsieur Albert). Laureline, dans l’espace, remonte ses propres pistes pour essayer de résoudre la même énigme. Ils restent en contact grâce à une technique mentale qui leur permet de partager leurs pensées. 
Laureline finit par aboutir sur la très moche planète Zomuk où on a dévalisé le sanctuaire des quatre forces élémentaires. Ces quatre forces sont mentionnées également par  le vieil ami de M. Albert, Chatelard. Deux multinationales Bellson & Gambler et W.A.A.M. sont discrètement sur l'affaire. D'humeur maussade Valérian disparait avec une jolie automobiliste de rencontre.

## Autour de l'album
- L'album marque l'entrée en scène de l'attachant Monsieur Albert, agent atypique et bon vivant (« Certes, la situation est grave, inquiétante même, mais ce n'est pas une raison pour nous abstenir de dessert ») que l'on reverra par la suite dans des albums comme Les Foudres d'Hypsis, Sur les frontières, Par des temps incertains ou encore L'OuvreTemps.
- Monsieur Albert apparaît pour la première fois dans la série.
- C'est également la première histoire en deux épisodes.

## Personnages
- Valérian
- Laureline
- Monsieur Albert
- Jean-René, jeune garçon du marais Poitevin
- Cynthia Westerly, agent de la W.A.A.M.
- Monsieur Chatelard